# Вопреки (альбом)
«Вопреки» — шестой студийный альбом певца Валерия Меладзе, который вышел 1 октября 2008 года. В альбом вошли 12 песен, 9 из которых на момент выхода уже ротировались радиостанциями, а две звучали на сольных концертах. Заглавная песня альбома «Вопреки» вошла в саундтрек к фильму «Адмиралъ».

## История
Альбом записывался в Киеве в период с 2005 по 2008 год.

## О названии альбома
Константин Меладзе :

Вопреки — это несмотря ни на что… 

Несмотря на то, что обстоятельства вынуждают человека поступать одним образом, он поступает иначе, вопреки всем обстоятельствам.

Такой человек живёт вопреки общепринятому мнению, вопреки моде и идеологии, вопреки любым тенденциям, он остается независимым и делает то, что подскажет ему его внутренний голос.
Вопреки — это не протест, не противопоставление себя чему-то или кому-то… 

Вопреки — это направление не вовне, а вовнутрь. 

Это в определённом смысле упрямство, отстаивание себя у мира; это объявление права быть независимым ни от каких внешних правил и обстоятельств.
Наша личностная и творческая автономность — вот что такое Вопреки.

## Список композиций
1. Параллельные (муз. К.Меладзе — сл. К.Меладзе)
2. Сахара не надо (муз. К.Меладзе — сл. К.Меладзе)
3. Никогда не быть моей (муз. К.Меладзе — сл. К.Меладзе)
4. Месседж (муз. К.Меладзе — сл. К.Меладзе)
5. Давай устроим шоу (муз. К.Меладзе — сл. К.Меладзе)
6. Салют, Вера (муз. К.Меладзе — сл. К.Меладзе)
7. Чуть ниже небес (муз. К.Меладзе — сл. К.Меладзе)
8. Иностранец (муз. К.Меладзе — сл. К.Меладзе)
9. Без суеты (муз. К.Меладзе — сл. К.Меладзе)
10. Верни мою любовь (муз. К.Меладзе — сл. К.Меладзе)
11. Безответно (муз. К.Меладзе — сл. К.Меладзе)
12. Вопреки (муз. К.Меладзе — сл. К.Меладзе)
13. Вопреки (симфо-версия) (муз. К.Меладзе — сл. К.Меладзе)

### Подарочное издание
Помимо CD-версии альбома было выпущено подарочное издание, где в качестве бонуса добавилась DVD-коллекция видеоклипов певца:
1. Салют, Вера (муз. К.Меладзе — сл. К.Меладзе)
2. Иностранец (муз. К.Меладзе — сл. К.Меладзе)
3. Без суеты (муз. К.Меладзе — сл. К.Меладзе)
4. Верни мою любовь (муз. К.Меладзе — сл. К.Меладзе)
5. Сахара не надо (муз. К.Меладзе — сл. К.Меладзе)
6. Параллельные (муз. К.Меладзе — сл. К.Меладзе)
7. Безответно (муз. К.Меладзе — сл. К.Меладзе)
8. Вопреки (муз. К.Меладзе — сл. К.Меладзе)

## Рецензии
По сравнению с коллегами-конкурентами братья Меладзе делают элементарно больше работы. Там, где другие для победы в чартах обходятся одной-двумя мелодическими линиями и одной ударной строчкой, дуэт разворачивает целую панораму. И отдельная тема: Константин Меладзе — поэт. О нём говорят гораздо реже, чем о Константине Меладзе-композиторе, да он никогда и не претендовал на лавры поэта. Вершина альбома "Вопреки" — песня "Иностранец", которую наконец-то можно расслушать, не стоя в автомобильной пробке и не в пол-уха за утренним кофе. Украинский грузин, поющий в сопровождении хора "Рустави" в ритме лезгинки "Я повсюду иностранец, и повсюду я вроде бы свой",— теперь это особенно впечатляет. Если существует авторское кино, то специально для Константина Меладзе стоило бы ввести понятие "авторский поп".
 — пишет Борис Барабанов в журнале Ъ-Weekend

## Участники записи

### Слова и музыка
- Константин Меладзе

### Музыканты
- Гитара:
  - Михаил Баньковский (1,2,4,8-12)
  - Стефан Василишин (6,7)
  - Владимир Шабалтас (5)
- Бас: Игорь Закусь (7,9,10)
- Бэк-вокал:
  - Наталья Гура (1-10,12,13)
  - Анна Карре (10)
  - Константин Меладзе (1-13)
- Тромбон и гармоника: Владимир Пушкарь (9)
- Ударные: Александр Гарькавый (10)
- Струнный квартет под управлением Сергея Митрофанова (1,3,6,8-10,12,13)
- Биг-бэнд под управлением Максима Гладецкого (2)
- Этник-трио «Дякую» (1,2)
- Хор «Берегиня» под управлением Николая Буравского (8)
- Хор «Рустави» (8)

### Звук
- Аранжировки:
  - Юрий Шепета и Константин Меладзе (3,5,7-10,12,13)
  - Сергей Грачев и Константин Меладзе (1,2,4,11)
  - Владимир Бебешко и Константин Меладзе (6)
- Звукорежиссёр: Сергей Ребрик
- Запись и сведение произведены на студии «Meladze Brothers Studio»

### Оформление
- Концепция и дизайн: Вадим Андрианов[3]
- Фото: Дмитрий Перетрутов